# Sultana Frizell
Sultana Frizell (née le 24 octobre 1984 à Perth) est une athlète canadienne, spécialiste du lancer du marteau

## Biographie
Son meilleur lancer est de 75,04 m, effectué à Tucson le 16 mars 2012 et constitue le record du Canada.

### Palmarès
| Date | Compétition           | Lieu        | Résultat | Performance |
| ---- | --------------------- | ----------- | -------- | ----------- |
| 2009 | Championnats du monde | Berlin      | 10e      | 70,88 m     |
| 2010 | Jeux du Commonwealth  | New Delhi   | 1re      | 68,57 m     |
| 2011 | Jeux panaméricains    | Guadalajara | 2e       | 70,11 m     |
| 2014 | Jeux du Commonwealth  | Glasgow     | 1re      | 71,97 m     |
| 2015 | Jeux panaméricains    | Toronto     | 3e       | 69,51 m     |

### Records
| Épreuve           | Performance | Lieu   | Date        |
| ----------------- | ----------- | ------ | ----------- |
| Lancer de marteau | 75,73 m     | Tucson | 22 mai 2014 |